# Distichophyllum pullei
Distichophyllum pullei là một loài Rêu trong họ Hookeriaceae. Loài này được Dixon mô tả khoa học đầu tiên năm 1942.